# Ugolino della Gherardesca
Ugolino della Gherardesca, född omkring 1220, död 1289, var en pisansk adelsman, greve av Donoratico.
Ugolino della Gherardesca stammade från en toskansk familj, i början av 1200-talet trätt i ghibellinernas tjänst och slagit sig ned i Pisa. Efter sjöslaget vid Maloria 1284, där pisanerna led nederlag mot genueserna, kom det guelfiska partiet till makten i Pisa. Greven tillfångatogs 1288 tillsammans med två söner och två sonsöner efter inre strider mellan ghibellinerna. De svalt 1289 ihjäl i fångenskap, ett öde Dante Alighieri har i sin Divina commedia skildrat Ugolino della Gherardescas öde.